# 李延年 (唐朝)
李延年（?—?），唐朝宗室，唐高祖李淵的第十子李元礼的曾孙，嗣徐王。
祖父李茂。神龙（705年—707年）初年，父亲李璀嗣徐王。开元年间，李璀为宗正员外卿。李璀死后，李延年嗣徐王。拔汗那王入朝，李延年将以女儿嫁拔汗那王，被右相李林甫劾奏。李延年被唐玄宗贬为文安郡（莫州）别驾，终余杭郡（杭州）司马，徐国国除。永泰初年（765年），李延年婿黔中观察使赵国珍言诸朝，唐代宗下诏以李延年子李讽嗣徐王，李讽任施州刺史。

## 传記資料
- 《旧唐書》卷六十四·列传第十四·徐王元礼传
- 《新唐書》卷七十九·列传第四·徐王元礼传